# بيرفيكتوس
بيرفيكتوس (بالإسبانية:Perfecto de Córdoba) (بالإنجليزية:Perfectus) أعدم سنة 850، وهو قسيس من مواليد قرطبة، عاش القسيس بيرفيكتوس خلال فترة الحكم الإسلامي في الأندلس، أدين بيرفيكتوس بتهمة شتم النبي محمد عندما كان يمر في أسواق قرطبة أمام عامة الناس من المسلمين، وحكمَ عليه القاضي بالإعدام، ويُصَنَّف على أنه واحدٌ من «شهداء قرطبة».

## وصلات خارجية
- Entry for St. Perfectus in the Roman Martyrology
- The Martyrs of Córdoba - Chapter 2 of "Christian Martyrs in Muslim Spain" by Kenneth Baxter Wolf
- Santo Perfecto (بالإسبانية)
- سعد محيو «من بيرفيكتوس إلى البوغزيزي»